# Кинг, Стивен
Сти́вен Э́двин Кинг (англ. Stephen Edwin King; род. 21 сентября 1947, Портленд) — американский писатель, работающий в разнообразных жанрах, включая ужасы, триллер, фантастику, фэнтези, мистику, драму, детектив, получил прозвище «Король ужасов» (King of Horror). Продано более 400 миллионов экземпляров его книг, по которым было снято множество художественных фильмов и сериалов, телевизионных постановок, а также нарисованы различные комиксы. Кинг опубликовал 65 романов, в том числе семь под псевдонимом Ричард Бахман, и 5 научно-популярных книг и 15 стихотворений. Он написал более 200 рассказов и 35 повестей, большинство из которых были собраны в авторских сборниках. Действие многих произведений Кинга происходит в его родном штате Мэн.

## Биография

### Происхождение
Мать писателя, Нелли Рут Пиллсбери (англ. Nellie Ruth Pillsbury), была четвёртым ребёнком из восьми в семье Гая Герберта и Нелли Уэстон Фогг Пиллсбери. Она родилась 3 февраля 1913 года в городе Скарборо. Её личная жизнь долгое время не складывалась. Она дважды выходила замуж. 23 июля 1939 года сочеталась браком с капитаном торгового флота Дональдом Эдвардом Кингом. Отец писателя родился 11 мая 1914 года в семье Уильяма и Хелен Бауден Кинг в Перу (Индиана). Врачи поставили Рут диагноз бесплодие, и в 1945 году пара усыновила новорождённого Дэвида Виктора. Через два года, 21 сентября 1947 года в Портленде, несмотря на предполагаемую болезнь, в семье родился мальчик Стивен.
Будучи моряком, Дональд путешествовал по всему миру. Мать Стивена часто оставалась одна. После свадьбы молодожёны переехали в Чикаго, а к окончанию Второй мировой войны — в Мэн, ближе к родственникам Рут. Дональд свёл общение с ними к минимуму. Он уволился из флота и устроился коммивояжёром, продавая пылесосы «Электролюкс». Дональда тяготила семейная жизнь, и, когда Стивену было два года, однажды вечером он вышел из дома за сигаретами и не вернулся. Рут объявила детям, что папу забрали марсиане, хотя, исходя из некоторых источников, она знала, что Дональд сошёлся с официанткой из Коннектикута. Его судьба для Стивена и его брата оставалась невыясненной вплоть до 1990-х годов. Съёмочная группа канала CBS в процессе работы над документальным фильмом о писателе обнаружила номер социальной страховки Дональда и в ходе небольшого расследования узнала, что он завёл другую семью и жил неподалёку с женой из Бразилии и четырьмя детьми в небольшом городке Уинд-Гэп, штат Пенсильвания, пока не скончался в 1980 году. Так как двоежёнство — преступление, которое могло отразиться и на единокровных родственниках, Кинг решил не говорить им о своём родстве.

### Ранние годы
После ухода мужа Рут обратилась за помощью к родственникам. Она бралась за любую работу и, несмотря на образование пианистки, в основном занималась неквалифицированным низкооплачиваемым трудом, вроде прислуги или продавщицы в булочной. Она с двумя детьми успела пожить в Чикаго, в Кротоне-на-Гудзоне (штат Нью-Йорк), в Форт-Уэйне (штат Индиана), в Молдене (штат Массачусетс), в Уэст-Де-Пере (штат Висконсин), в Стратфорде (штат Коннектикут), пока окончательно не осела в Западном Дареме, городке в 30 милях от Скарборо (штат Мэн). В 1988 году Кинг вспоминал: «Я с детства чувствовал, что жизнь несправедлива. Мать воспитывала меня одна, отец бросил нас, и ей пришлось много и тяжело работать. Мы были бедными, жили от получки до получки и ничего не знали об обществе равных возможностей и прочей ерунде <…> Она никогда не жаловалась, но я не был ни глухим, ни слепым. Кое-что от этого ощущения несправедливости ещё осталось и отражается сегодня в моих книгах».
В детстве Кинг стал свидетелем смерти своего сверстника, попавшего под товарный поезд — обстоятельство, о котором сам Кинг, по его собственным словам, напрочь забыл, перенеся шоковое состояние, но вспомнил несколько лет спустя, когда ему об этом рассказали. Некоторые источники предположили, что это событие, возможно, психологически вдохновило некоторые из произведений писателя. Из-за частых переездов и слабого здоровья Кинг тяжело перенёс заболевание корью, затем острым фарингитом, в итоге превратившимся в форму ушной инфекции, не поддающуюся лечению антибиотиками. Матери пришлось обращаться за врачебной помощью к отоларингологу, который трижды протыкал мальчику барабанную перепонку стерильной иглой, чтобы вытекла заражённая жидкость. По воспоминаниям Кинга, сильнее адской боли при проколах его мучило сознание того, что доктор все три раза солгал, сказав, что будет не больно, а сам при этом даже не потрудился запомнить, как зовут пациента. Из-за болезней Кингу пришлось остаться в первом классе на второй год.
Мальчик страстно увлекался чтением книг и комиксов. В число его любимых входили серии «Замок Франкенштейна» и «Р. К. Комиксы», публиковавшие истории про разную нечисть, такие как «Байки из склепа», «Гробница ужасов», «Склеп ужаса», «Безумие». Также Кинг читал «Человека-паука», «Супермена», «Халка». Авторы комиксов часто использовали обращение «Дорогой читатель», впоследствии Кинг в своих произведениях пользовался приветствием «Постоянный читатель». Особое впечатление на мальчика произвёл роман «Пятьсот шляп Бартоломью Каббинса». Кинематограф также не оставался в стороне. В рамках передачи «Фильм на миллион долларов» демонстрировали чёрно-белые фильмы, которые смотрел Кинг. В кино же он в основном смотрел ужастики. Одной из первых лент, которую он увидел, была «Тварь из Чёрной Лагуны». Неизгладимое впечатление на ребёнка произвела лента «Психушка», нравились мальчику такие картины как «Я был подростком-оборотнем», «Я был подростком Франкенштейном», «Земля против летающих тарелок», «Дворцы Монтесумы», «Пески Иводзимы» и «Энтузиаст». Кинг был напуган мультфильмом «Бэмби» — из-за сцены лесного пожара мальчику снились кошмары. Он также вспоминал, как тайком от матери слушал радиопостановку Рэя Брэдбери «Марс — это рай». Кинг говорил: «Мне нравилось чувство страха, нравилось ощущение полной потери контроля над чувствами».

### Пробы пера
Отвлекаясь от болезней, мальчик с поощрения матери начал писать. В семилетнем возрасте он написал рассказ о приключениях капитана Кейси. Большая часть текста была переписана из облачков комикса. Рут, прочитав произведение, посоветовала сыну создать что-нибудь своё: «Кто-то всегда выбивает кому-то зубы. Готова поспорить, ты можешь лучше». После этого Кинг написал рассказ «Мистер Хитрый Кролик», который повествовал о белом крольчонке и трёх его приятелях-зверьках, разъезжающих по городу в поисках попавших в беду детей, чтобы выручить их. Матери понравилось прочитанное, после чего Кинг написал ещё четыре рассказа о кролике, за что получил по 25 центов за рассказ, что стало его первым писательским гонораром. Позже Кинг придумал рассказ о динозавре, который крушил всё вокруг, пока один из учёных не догадался о его аллергии на кожу. Он закидал хищника кожаными башмаками, и тот отступил.

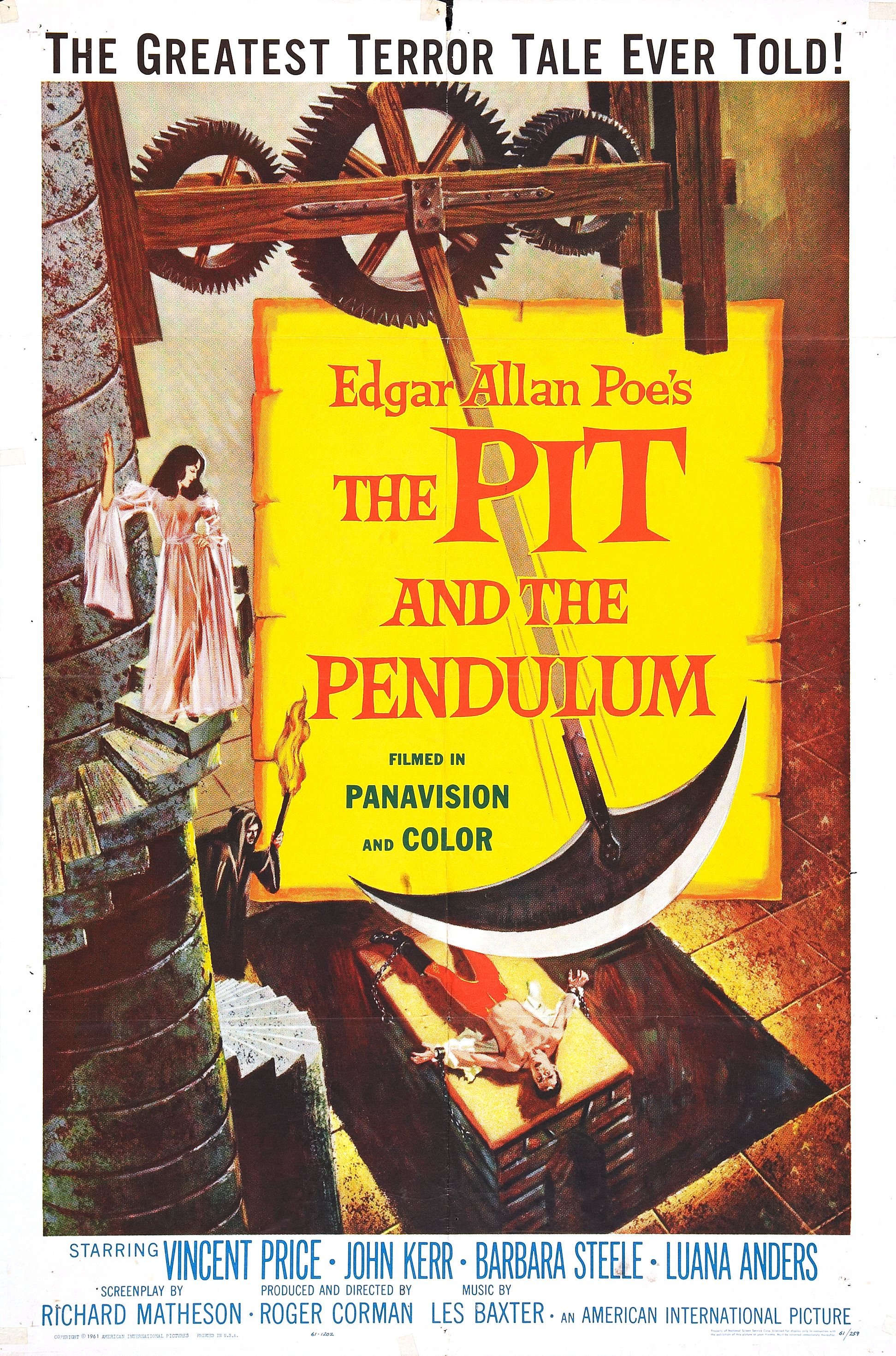
Повесть на основе фильма «Колодец и маятник по рассказу Эдгара По», напечатанная на гектографе в количестве 40 экземпляров, стала первым «бестселлером» писателя

В 1959 году вместе со старшим братом Дэвидом Кинг решил издавать собственную местную городскую газету. Братья создали информационный вестник под названием «Листок Дэйва» (англ. Dave's Rag), размножали каждый выпуск на старом мимеографе и распространяли среди соседей по Западному Дарему по 5 центов за экземпляр. Дэйв отвечал за местные новости, а Стив писал рецензии на любимые телешоу и фильмы, а также короткие рассказы. 
Примерно в то же время мальчик познакомился с творчеством Говарда Филлипса Лавкрафта, ставшего одним из его любимейших авторов; в интервью 2009 года Кинг сказал, что однажды, роясь в груде старых отцовских книг на чердаке, нашёл сборник рассказов Лавкрафта в мягкой жёлтой обложке. Сборник назывался «Таящийся в тенях», и при чтении зловещих историй Кинг испытал чувство «возвращения домой»: «… случилось это, когда мне было лет тринадцать-пятнадцать — и я твёрдо уверен, что это идеальный возраст для чтения Лавкрафта. Проза Лавкрафта идеально подходит людям, живущим в состоянии гнетущей сексуальной неуверенности: по-моему, в образности его рассказов есть что-то юнгианское. Все они о гигантских обезличенных вагинах и тварях с зубами».
Уже в 1960 году вышел сборник рассказов «Люди, места и вещи», написанный совместно с Крисом Челси.
Кинг активно писал рассказы. К 14 годам он адаптировал в повествовательную форму фильм «Колодец и маятник», добавив кое-что от себя. Сделав копии с рукописи, он принёс свою работу в школу и продавал одноклассникам по четвертаку за экземпляр. В конце концов Кинга отстранили от занятий — по мнению директора, молодой парень не должен был ни смотреть, ни писать ничего в жанре ужаса. В 1960 году Кинг из обычной сельской перешёл в Даремскую среднюю школу. Он выглядел крупнее остальных учеников. По наклонностям Кинг не был «ботаником» и мог вжиться в любую компанию. В своих мемуарах он вспоминал девочек, которые были изгоями класса. Случаи с этими одноклассницами оказали сильное влияние на роман «Кэрри». Кинг вопрошал: «…что вообще в школе хорошего? Когда нас туда швыряют как заложников в турецкую баню, школа кажется нам самым важным делом на свете. Только после третьего или четвёртого класса мы начинаем понимать, какой это вообще идиотизм с начала и до конца».
Весной 1962 года Кинг окончил восьмой класс с хорошими оценками и поступил в школу Лисбон-Хай. В 1965 году, собрав стопку бумаг с отказами, он получил письмо от Comics Review, которое приняло к публикации рассказ «Я был подростком, грабившим могилы». Произведение основывалось в том числе на личном опыте по копке могил и было опубликовано под названием «В полумраке ужаса». В качестве вознаграждения журнал выделил автору пару экземпляров выпуска. После этого Кинг был назначен главным редактором школьной газеты «Барабан», однако ей он занимался мало — под его шефством газета стала появляться по одному выпуску в год. Вместо этого он выпустил четырёхстраничный листок под названием «Рвотное средство», для которого написал несколько рассказов о вымышленных похождениях учителей с использованием чёрного юмора. О его проделке узнали преподаватели, и одна из них настаивала на отчислении Кинга из школы. В конечном итоге Кинг отделался оставлением после занятий и официальными извинениями. К выпускному Кинг написал одноактную пьесу «Толстяк и Нашивка», которая была пародией на телесериал «Бэтмен». Большинство учителей были рады выпуску доставляющего столько хлопот юноши.

### Начало творческого пути

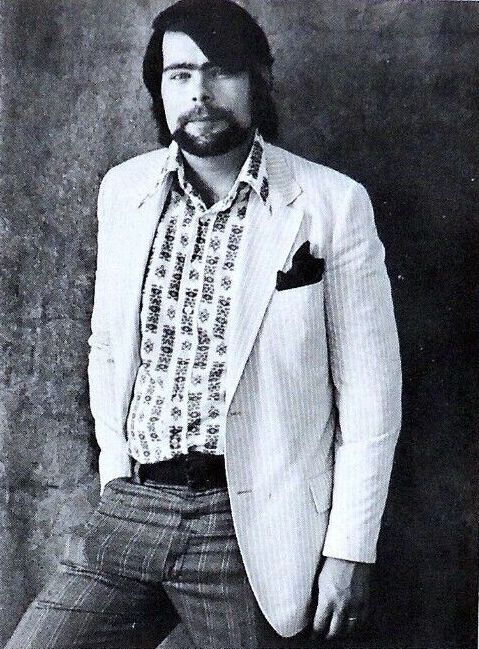
Стивен Кинг в 1974 году

Стивен Кинг поступил в колледж, который был подготовительным отделением университета. Параллельно он подрабатывал в отделе упаковки на ткацкой фабрике «Уорамбо» и часто удивлялся количеству крыс, обитающих в здании. Пока заполнялся контейнер, Кинг швырял банки в грызунов. Однажды инструктор устроил уборку в подвале, в которой Кинг не участвовал, однако, по отзывам его коллег, крысы вели себя очень агрессивно. Почерпнутый опыт впоследствии был использован писателем в рассказе «Ночная смена». В августе 1966 года Кинг отправляется в Ороно, поступив в Университет штата Мэн по специализации английская литература, а также на педагогические курсы в колледже. Его мать высылала Кингу и его брату по пять долларов в неделю на карманные расходы, зачастую оставаясь без пропитания. В день знакомства с другими студентами один из учащихся запустил фейерверк, из-за которого разбились несколько окон. Кинг наблюдал за салютом и мог быть отчислен, однако о его участии не узнали.
В 1960 году он с другом Крисом Чесли (англ. Chris Chesley) опубликовал несколько коротких рассказов в самодельном сборнике «Люди, места и вещи» (англ. People, Places and Things). Через год была опубликована вторая книга, «Звёздные захватчики» (англ. The Star Invaders). В 1966 году Кинг окончил среднюю школу и поступил в Университет штата Мэн, где познакомился со своей будущей женой — Табитой Спрус. Среди преподавателей Кинга был известный литературовед Кэррол Террелл, в дальнейшем опубликовавший книгу о своём ученике «Стивен Кинг: человек и художник» (англ. Stephen King: man and artist; 1990). В 1970 году Кинг окончил университет со степенью бакалавра, и его признали негодным к военной службе. Первое время семья испытывала финансовые трудности, они жили на зарплату Кинга в прачечной, студенческую ссуду Табиты и редкие гонорары Кинга за публикации рассказов в журналах. В это время у них родились сын и дочь.

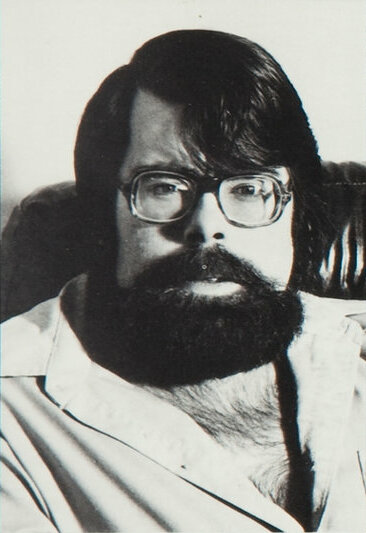
Стивен Кинг в 1979 году

В 1971 году Кинг женится на Табите Спрус. Осенью того же года он начал работать учителем английского языка в школе в городе Хэмпден (штат Мэн). Его жена нашла в мусорной корзине черновик романа «Кэрри», который Кинг посчитал неудачным, и настояла, чтобы он дописал его. 18 декабря 1973 года мать Стивена Кинга, Рут Кинг, скончалась в городке Мехико, в доме его брата Дэйва. В 1974 году издательство Doubleday опубликовало роман «Кэрри», за который Кинг получил аванс в 2500 $. Затем издательство продало авторские права на «Кэрри» издательству NAL за 400 000 $, из которых половину получил Кинг, что позволило ему оставить работу в школе. Осенью 1974 года Кинг переехал в Боулдер, штат Колорадо, где он жил в течение года, и за это время написал роман «Сияние». В 1977 году Кинг под псевдонимом Ричард Бахман издал свой ранний роман «Смириться с этим» под названием «Ярость». Книга была изъята из продажи, после того как в Канзасе стали происходить реальные случаи стрельбы в школе, у малолетнего преступника, убившего троих своих одноклассников, нашли издание этой книги, после чего сам автор решил изъять книгу из продажи.
Когда через много лет его спросили, почему он пишет, Кинг ответил:
Ответ на этот вопрос достаточно прост, нет ничего другого, что я хотел бы делать. Я стал писать рассказы, потому что люблю писать рассказы. Вот почему я это делаю. Я действительно не могу себе представить, что буду заниматься чем-то другим, и я не могу представить себе, что не буду заниматься тем, чем занимаюсь.

### Успех

Стивен Кинг в 1993 году

К 1977 году наступила пора молодых кинематографистов — как правило, студентов старших курсов. Многие из них писали Кингу о том, что хотели экранизировать некоторые его небольшие рассказы, такие как «Ночная смена». Вопреки возражениям советника, который видел в этом огромное количество потенциальных юридических проблем, Кинг ввёл политику актуальную и по сей день. Он разрешает любому студенту-режиссёру экранизировать один из своих коротких рассказов (не роман), если тот обещает, что фильм не пойдет в широкий прокат без одобрения самого Кинга после предварительного просмотра им готовой версии фильма. За это право Кинг просит один доллар. Он назвал это долларовой сделкой. Его бухгалтер каждый раз хватался за голову в момент заключения договора, это случалось уже 16 или 17 раз.
В конце 1970-х — начале 1980-х годов Стивен Кинг опубликовал под псевдонимом Ричард Бахман (англ. Richard Bachman) книги «Ярость», «Долгая прогулка», «Дорожные работы», «Бегущий человек» и «Худеющий». Идея заключалась в том, чтобы проверить, сможет ли он повторить свой успех снова, так как он опасался, что его успех был случайностью, стечением обстоятельств. Есть и другое объяснение, которое заключается в том, что стандарты издания того времени разрешали лишь одну книгу в год. Фамилия Бахман была взята не случайно, Кинг является поклонником музыкальной группы Bachman-Turner Overdrive.
Псевдоним Ричард Бахман был разоблачен продавцом книжного магазина из Вашингтона, Стивом Брауном, который заметил сходство между старыми работами Кинга и новыми работами Бахмана, он обнаружил фамилию Кинга на одном из романов Бахмана в Библиотеке Конгресса. Это привело к пресс-релизу, предвещающему скорую смерть Бахмана, якобы от «рака». У этого псевдонима есть вымышленная биография. Книги Бахмана, якобы покойного (скончавшегося от «рака псевдонима»), были изданы его также вымышленной вдовой, Клаудией Иннес Бахман. Интересно, что Клаудия упоминается в цикле «Тёмная Башня» как автор книги «* Чарли Чу-Чу» в ключевом мире (в других мирах автор — вымышленная Берил Эванз). В книге её имя пишется иначе (Клаудия-и-Иннес Бахман — 19 букв). Можно сказать, что и Клаудия Бахман — также псевдоним Кинга. Кинг использовал и другие псевдонимы, такие как Джон Свитен для рассказа «Пятая четверть». Кинг посвятил этой истории свою книгу 1989 года «Тёмная половина» о том, как псевдоним обрел плоть и занял место писателя, «посвящается покойному Ричарду Бахману», и в 1996 году, когда был издан роман Стивена Кинга «Безнадёга», а вместе с ним и роман «Регуляторы», где в качестве автора была указана фамилия Бахман.

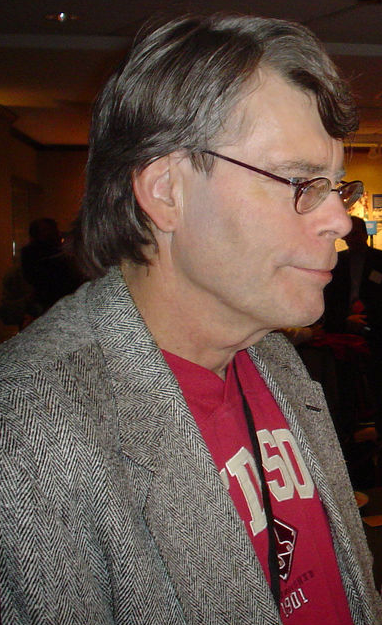
Стивен Кинг в книжном магазине (Harvard Book Store) города Кембридж в 2005 году

В 1982 году вышла книга «Стрелок» — первый роман из цикла «Тёмная Башня». В том же году всего за 10 дней он написал 304-страничный роман «Бегущий человек», о чём рассказал в «Мемуарах о ремесле». В 1985 году Кинг признал, что писал под псевдонимом Ричард Бахман. В 1989 году подписал контракт с издательством «Викинг», по которому должен был получить 35 млн долларов за четыре следующие книги, однако в 1997 году расторгнул его, поскольку планировал получить 17 млн долларов за книгу «Мешок с костями». Для этого он заключил новый контракт с издательством «Саймон энд Шустер», по которому получил 8 млн долларов аванса за книгу и 50 % доходов от продаж. 
В 1996 году была написана «Зелёная миля».
В 1998 году Кинг стал автором сценария для одной из серий популярного сериала «Секретные материалы». Серия под названием «Чинга» вышла в эфир 8 февраля.
В 2006 году во время пресс-конференции в Лондоне Кинг объявил, что он нашёл ещё один роман Бахмана под названием «Блейз». Он был опубликован 12 июня 2007 года. На самом деле оригинальная рукопись была написана Кингом во времена учёбы в университете штата Мэн и хранилась там в течение многих лет, а Кинг был указан в качестве эксперта. Кинг полностью переписал оригинальную рукопись 1973 года для публикации.

### Автомобильная авария
19 июня 1999 года в Ловелле, штат Мэн, примерно в 16:30 во время прогулки Кинга водителя Брайана Смита отвлекла его собака, в результате чего он на своем микроавтобусе наехал на Кинга, который отлетел в кювет и скатился в яму, находящуюся в четырёх метрах от мостовой маршрута номер 5. Согласно заявлению заместителя шерифа округа Оксфорд Мэтта Бейкера, на Кинга наехали со спины, некоторые свидетели сообщили, что водитель не превышал скорость, он также не был пьян.
Кинг был в сознании, достаточном для того, чтобы дать номера родных заместителю шерифа для связи со своей семьёй, но мучился от боли. Писатель сначала попал в больницу Северного Камберленда в Бриджтоне, а затем на вертолёте был доставлен в Центральный Медицинский Центр Мэна в Льюистоне. У него было повреждено правое лёгкое, множественный перелом правой ноги, ранение головы и перелом бедренной кости, его держали на аппарате искусственного дыхания до 9 июля. Повреждения ноги были столь велики, что врачи изначально предлагали ампутацию, но им удалось спасти ногу благодаря жёсткой фиксации. После пяти операций за десять дней и физиотерапии Кинг вновь стал писать в июле, хотя его бедренная кость все ещё была сломана и он мог сидеть только около сорока минут, после чего боль усиливалась и вскоре становилась невыносимой. Это событие он впоследствии описал в своих мемуарах «Как писать книги» и в седьмой части «Тёмной Башни», в том числе введя в сюжет «сакральные» числа — 19 и 99. Кинг также принял участие в создании мини-телесериала из пятнадцати серий под названием «Королевский Госпиталь», в котором фигурирует похожее событие.
Позже адвокат Кинга и его поверенные пытались предотвратить продажу сбившего его минивэна Брайана Смита с eBay и купить его. Но, к разочарованию Кинга, минивэн все же был продан, а позже был раздавлен на свалке. Кинг мечтал разбить его бейсбольной битой после того, как сможет ходить. В интервью для радио ток-шоу «Fresh Air», данном Терри Гросс, он заявил, что после он все равно хотел бы полностью уничтожить автомобиль. В течение этого времени Табита Кинг занималась дизайном его студии. После того, как Кинг побывал там, он сказал, что увидел, как бы выглядела его студия, если бы он умер — это дало ему идеи для романа «История Лизи».
21 сентября 2001 года, в день рождения Кинга, спустя два года после аварии, Брайан Смит, виновник автокатастрофы, скончался от передозировки наркотических веществ, о чём стало известно во время интервью Кинга в этом же году на «Раннем шоу». В 2002 году Кинг объявил, что прекращает писать — по-видимому, это было связано с полученными им травмами, которые не давали ему возможности спокойно сидеть.
С тех пор прошло немало времени и он опять начал писать, однако отвечает на вопрос: — «Это правда, что вы ушли в отставку?» — следующим образом:
Пока нет. Я пишу, но я пишу гораздо более медленными темпами, чем раньше, но я думаю, что если бы я придумал что-то очень, очень хорошее, то забыл бы про всё, потому что это увлекает, сам творческий процесс, его публикация и реакция на него, возможность дать людям прочитать это как можно скорее, возможность получить отзывы и возможность поговорить об этом с людьми, дать им пищи для размышлений, но моя производительность упала, отчасти из-за возраста, но так и должно быть. Мне уже давно не 25 лет и даже не 35, мне 55 лет, у меня уже есть внуки, пара щенков, которых я дрессирую и много чего нужно сделать помимо творчества, и это прекрасно, но творчество по-прежнему занимает огромную роль в моей жизни и в повседневных буднях.

### Дальнейшая карьера

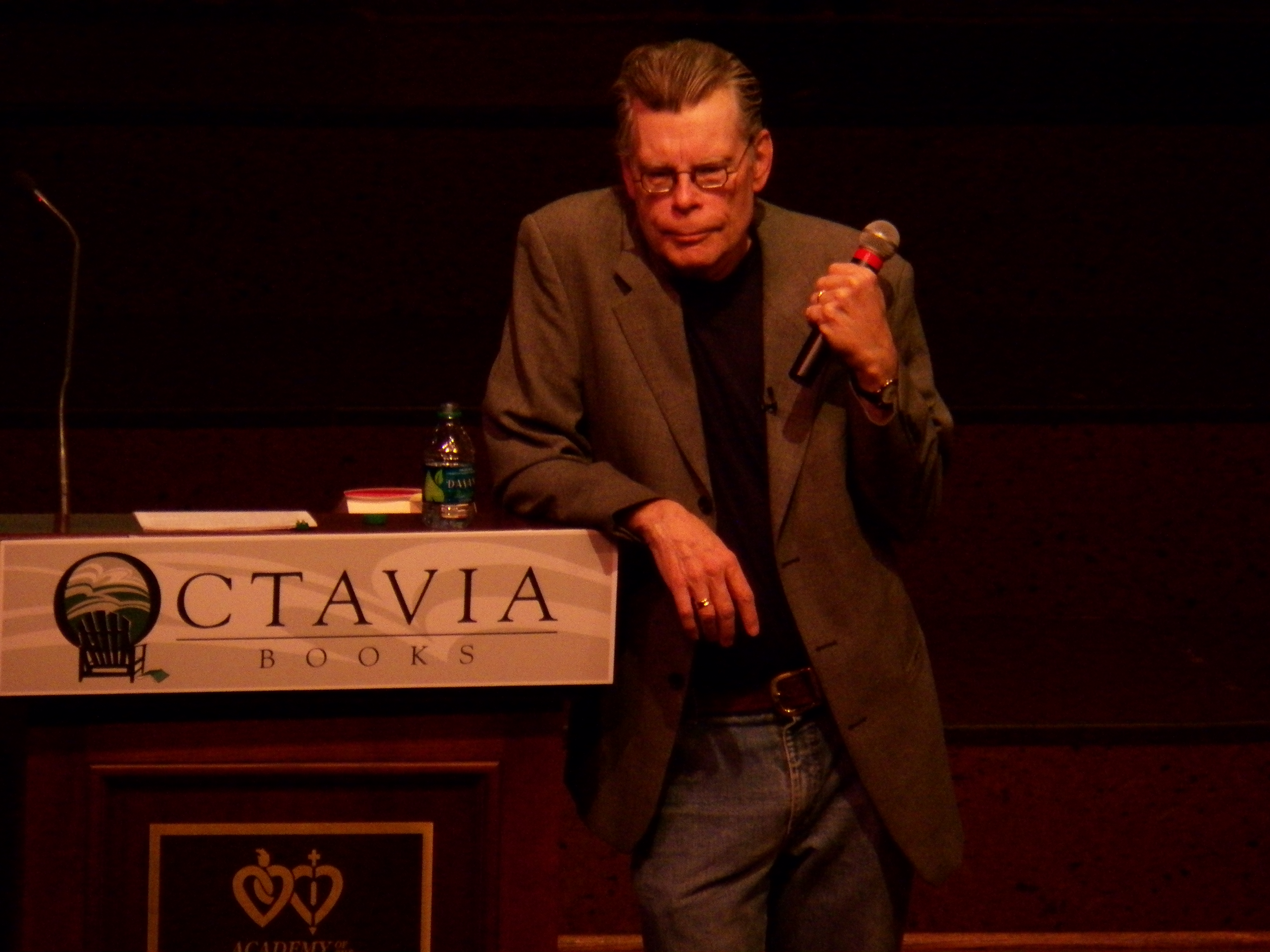
Стивен Кинг в 2011 году

В 2001 году вышел роман «Ловец снов». В 2004 году вышла последняя часть эпопеи «Тёмная Башня», которая, по обещаниям писателя, должна была стать его последней работой. Но Кинг продолжил публиковать книги. В 2006 году вышел роман «История Лизи». В 2008 году вышли сборник рассказов «После заката» и роман «Дьюма-Ки». В 2009 году Стивен Кинг наконец опубликовал роман «Под куполом», который он два раза безуспешно пытался написать в 1970-х и 1980-х годах, и сборник пяти экранизированных рассказов автора «Стивен Кинг идет в кино». В 2010 году вышел сборник повестей «Тьма, — и больше ничего». В 2011 году вышел роман «11/22/63». В 2012 году вышел восьмой том цикла о Тёмной Башне, «Ветер сквозь замочную скважину». Также Кинг написал два романа: «Доктор Сон», продолжение романа «Сияние», и «Страна радости», написанный в жанре детектива. Оба романа были выпущены в 2013 году. Кроме того, в 2010 году Кинг снялся в 3-м эпизоде 3-го сезона сериала «Сыны анархии» в роли чистильщика по фамилии Бахман. В 2011 году стал героем комиксов, написанных Майклом Лентом и Брайаном МакКарти, в основу которых легла его биография.
В 2014 году вышли романы «Мистер Мерседес» и «Возрождение». 2 июня 2015 года вышел роман «Кто нашёл, берёт себе», продолжение романа «Мистер Мерседес». В 2015 году вышли две антологии хоррор-рассказов «Книга ужасов» и «Вечерний свет». В «Книгу ужасов» вошел рассказ Кинга «Маленький зелёный бог страданий», а в «Вечерний свет» вошел рассказ «Летний гром». 7 июня 2016 года вышла третья часть «Мистера Мерседеса», под названием «Пост сдал».
Вышел сериал «Касл-Рок», сценарист — Кинг, режиссёр — Джеффри Джейкоб Абрамс. Сериал стал своеобразной антологией нескольких работ писателя.

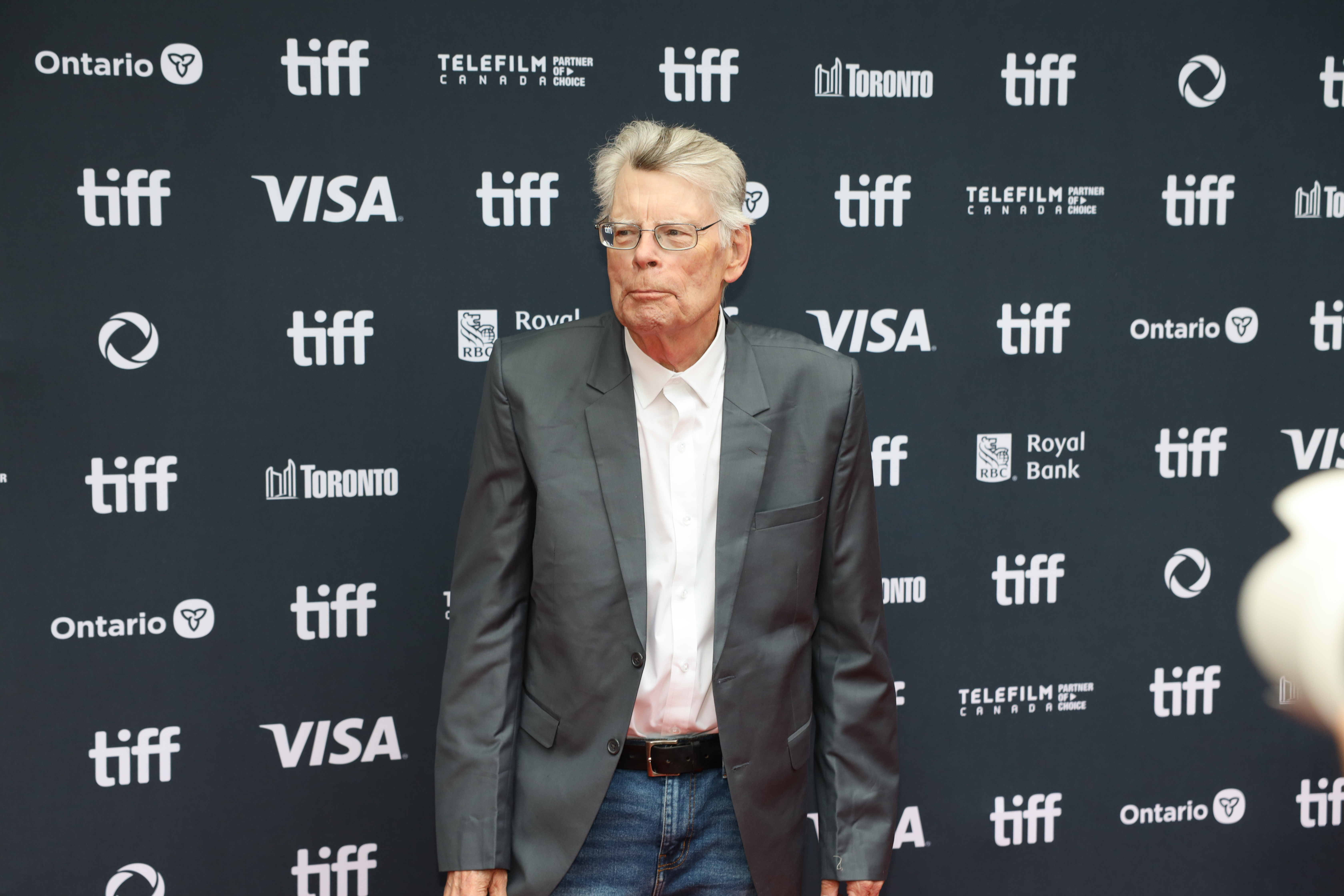
Стивен Кинг в 2024 году

В сентябре 2019 года вышел новый роман Кинга «Институт». По книге будет снят мини-сериал. По итогам 2019 года Кинг стал самым издаваемым автором в России.
В марте 2022 года принял решение отказаться переиздаваться в России из-за её вторжения на Украину. О своем отказе сообщил, переопубликовав в твиттере заявление канадского писателя Линвуда Барклая (Линвуд Баркли), в котором тот говорит, что не будет продлевать контракты на издание книг в России. «Я тоже», — написал Кинг. По данным Российской книжной палаты в 2021 году в России были изданы 166 книг Кинга общим тиражом в 961 тыс. экземпляров, что было абсолютным рекордом (ближайший русскоязычный автор Федор Достоевский издан тиражом 612 тыс. экземпляров в 142 изданиях). Официальное уведомление поступило в российское издательство АСТ 23 марта. Повесть «Последнее дело Гвенди» написанная в соавторстве с Ричардом Чизмаром и изданная в России в августе, стала последней новой книгой Стивена Кинга на русском языке.

## Мнение о современной культуре
Кинг вывел свою формулу для того, чтобы научиться хорошо писать и в чём талант писателя:
Читать и писать от четырёх до шести часов в день. Если вы не можете найти для этого время, вы можете не ждать, что станете хорошим писателем.
Если вы написали что-то, за что вам прислали чек, и вы обналичили чек, а потом вы оплатили электричество этими деньгами, то я считаю, вы талантливы!
Вскоре после того как его сбила машина, Кинг написал первый вариант книги «Ловец снов», при помощи блокнота и авторучки фирмы «Waterman», что он назвал «лучшим в мире текстовым редактором». Кинг часто использует писателей как героев своих романов или включает упоминание о вымышленных книгах в рассказы и повести, таких как Пол Шелдон, главный герой в «Мизери» и Джек Торранс в «Сиянии», он также является создателем вымышленного города Касл-Рок. В сентябре 2009 было объявлено, что он будет писать для Fangoria. Его также часто спрашивают, почему он пишет такие ужасные истории, на что он отвечает другим вопросом:
Почему вы считаете, будто у меня есть выбор?
Кинг общался с создателями телевизионного сериала «Lost»: их разговор можно прочитать на страницах газеты «Entertainment Weekly». Слухи о том, что Кинг написал связанную с сериалом книгу «Зловещий близнец» под псевдонимом Гари Трауп, не подтвердились. 
Автор «очень любит» пёсика Снупи, «упоминает о нём едва ли не в каждом романе». Кинг — поклонник панк-группы «Ramones». Рефрен из их культовой песни «Blitzkrieg Bop», «Hey-ho, let’s go!» стал эпиграфом ко второй части романа «Кладбище домашних животных». В знак признательности «Ramones» написали песню «Pet Sematary» (искаж. англ. «Кладбище домашних животных»), которая звучит в одноимённом фильме. 

Ему нравится серия романов Джоан Роулинг «Гарри Поттер». Однажды он ответил на вопрос «Будут ли дети и взрослые в восторге от Гарри через 100 лет или 200?» так: 
Мне кажется, что они выдержат проверку временем и поселятся на полке, где хранится всё самое лучшее; думаю, Гарри встанет в один ряд с Алисой и Фродо, и эта серия книг не на десятилетие, а на века…
При этом Кинг негативно относится к Стефани Майер, написавшей серию романов «Сумерки»:

Обе — и Роулинг, и Майер — обращаются напрямую к молодёжи. Настоящая разница между ними заключается в том, что Роулинг отличная писательница, а Стефани Майер не в состоянии написать ни черта стоящего. Она не слишком хороша.
Оригинальный текст (англ.)Both Rowling and Meyer, they’re speaking directly to young people… The real difference is that Jo Rowling is a terrific writer and Stephenie Meyer can’t write worth a darn. She’s not very good.— Стивен Кинг

## Критика
Писатели-фантасты Джон Клют и Питер Николс дают в основном положительные оценки его творчества, отмечая следующее:

Острота его прозы, внимание к диалогу, обезоруживающе непринужденный и откровенный стиль изложения, страстное, яростное обличение человеческой глупости и жестокости, особенно по отношению к детям, всё вместе это делает из него по-настоящему популярного писателя.
В своей книге «Философия ужаса» 1990 года, Ноэль Кэрролл пишет о творчестве Кинга как об образце современной литературы в жанре ужасов. Анализируя повествовательную манеру фантастики Кинга и прочее его творчество, не связанное с вымыслом, размышляя по поводу искусства изложения его мысли, он пишет, что для Кинга «ужас — это всегда соревнование между нормальным и ненормальным, в котором нормальное в финале вновь станет доминирующим».
Критик С. Т. Джоши в своей книге «Современные сказки» 2001 года издания посвятил одну из глав творчеству Кинга. Джоши пишет, что наиболее широко Кинг известен благодаря своему «сверхъестественному» творчеству, в то же время описывая его истории как нелогичные, раздутые, плаксивые, склонные к мелодраматичному окончанию. Джоши полагает, что Кинг черпает силы из пережитого опыта, доступного каждому, что видно из его постоянных упоминаний о боли и радости юности. Лучшими в творчестве Кинга Джоши считает романы «Ярость» (1977) и «Бегущий человек» (1982) — благодаря хорошо построенному сюжету и правдоподобным персонажам.
Писатель Джеффри Дивер в своём сборнике рассказов «Век большой неопределённости истории» отметил, что Кинг «в одиночку популяризировал жанр фэнтези». Хотя много хорошо продаваемых писателей было и до него, Кинг более, чем кто-либо со времен Джона Д. Макдональда, принёс популярность жанру романа. Благодаря богатым характеристикам персонажей, бережному и заботливому вниманию к деталям, развитию сюжета и трансформации персонажей, он показал, что писатели могут вновь сделать актуальными такие темы, как вампиризм. Многие популярные писатели и до Кинга приложили свои усилия к жанру ужасов, но, увы, не были столь хороши. Именно эти детали сделали его популярным, именно поэтому он «мастер из мастеров».
В 1996 году рассказ Кинга «Человек в чёрном костюме» выиграл премию О. Генри.
Да и вообще в основном критики были благосклонны к Кингу, за исключением истории с присуждением ему в 2003 году Национальной книжной премии.
В 2003 году Кинг был удостоен Национальной книжной премии за выдающийся вклад в американскую литературу. Однако в некоторых литературных кругах выразили недовольство этим решением: Ричард Снайдер, бывший генеральный директор Саймон и Шустер, назвал работы Кинга «не литературой»; литературный критик Гарольд Блум тоже осудил выбор жюри:

Решение о присуждении Национальным книжным фондом ежегодной премии за «Выдающийся вклад» Стивену Кингу невероятно, ещё один пример шокирующего процесса деградации культуры нашей страны. В прошлом я описывал Кинга как писателя, которому «грош цена», но, возможно, я был слишком добр. Его работы не имеют ничего общего с Эдгаром Алланом По. Он неадекватен, как и его творчество, и это видно в каждой его книге.
Но не все были согласны с этим, так, например, писатель Орсон Кард высказался следующим образом:

Позвольте мне вас заверить, что произведения Кинга, безусловно, являются литературой, потому что написаны для публикации и чтения. Что Снайдер действительно имел в виду — что это не литература, которой отдает предпочтение научно-литературная элита.
В 2004 году кинокритик Роджер Эберт в обзоре фильма «Тайное окно» написал:

Многие люди были возмущены тем, что Кинг был удостоен Национальной книжной премии, так как популярный писатель не может восприниматься всерьёз. Но я нахожу его работу «Как писать книги» более полезной и содержательной, чем книгу «Элементы стиля» Странка и Увайта.

### Влияние
Кинг признавался в том, что черпает вдохновение в произведениях заслуженных литераторов прошлого. Его рассказ «Человек в чёрном костюме» был данью уважения американскому писателю XIX века Натаниэлю Готорну, написавшему новеллу о встрече молодого человека с дьяволом в лесной чаще. Духовное родство Кинга с Эдгаром Алланом По впервые проявилось в рассказе «Сердце старика», написанном в 1975 году по мотивам рассказа По «Сердце-обличитель». Научно-фантастический роман Кинга «Томминокеры», вышедший в 1987 году, создан под впечатлением от произведений Говарда Филлипса Лавкрафта. Кроме того, на творчество Кинга оказали влияние и другие литераторы, среди которых Джордж Сондерс, Карен Расселл, Карен Джой Фаулер, Майкл Шейбон и целый ряд других писателей, которые переходят через границы жанров.
Автор книг ужасов Питер Страуб ставил писателя в один ряд с Чарльзом Диккенсом, Уилки Коллинзом, Рэймондом Чандлером, Брэмом Стокером и Артуром Конан Дойлом.

## Политическая активность
В апреле 2008 года Кинг выступил против законопроекта под номером 1423, находящегося на рассмотрении в Массачусетсе (закон, направленный на то, чтобы ограничить или запретить продажу жестоких видеоигр лицам, не достигшим 16 лет). Хотя Кинг и заявил, что он не имеет личной заинтересованности в этом вопросе, он подверг резкой критике проект закона, который, как он считает, представляет собой попытку политиков осуществлять контроль за поп-культурой за других людей, которую он считает «катастрофической» и «не демократической». Он также увидел в законе противоречия, например: 15-летнему будет запрещено покупать, либо брать напрокат Grand Theft Auto: San Andreas, но при этом он сможет посмотреть «Хостел 2», который не менее жесток и более натуралистичен. Он согласился с тем, что не видит никаких художественных достоинств в некоторых жестоких видеоиграх, но указал, что такие игры отражают насилие, которое уже существует в обществе; закон не в состоянии с ним справиться и был бы излишним в свете той системы рейтингов, которая уже существует для видеоигр. Кинг считает, что такие законы позволяют законодателям игнорировать экономический разрыв между богатыми и бедными и легкую доступность оружия, что, как он считает, и является причиной насилия. В отношении видеоигр позднее он заявил, что он любит играть в шутеры, аркадные игры, такие как «Время Кризиса». Интересно, что сам Кинг и его творчество неоднократно мелькали в видеоиграх, так, в первой части видеоигры Silent Hill есть несколько «пасхалок», отсылающих к творчеству Кинга, а главный герой игры Alan Wake — писатель в жанре ужасов и триллера — говорит о том, что был вдохновлён творчеством Короля ужасов в юном возрасте.
После того как 5 мая 2008 года консервативный блогер разместил клип Кинга, на котором он проводит чтения в Библиотеке Конгресса, возник небольшой скандал. Кинг, беседуя со школьниками, сказал: «Если вы в состоянии научиться читать, вы можете позволить себе работу, на которую можно приходить попозже, если вы не смогли даже этого, то у вас всегда есть возможность пойти в армию, поехать в Ирак или что-нибудь подобное». Комментарий к записи гласил: «очередная трёпка военных либералами» и сравнивал его с высказыванием Джона Керри от 2006 года. Кинг ответил в тот же день, сказав:
Вы ставите под сомнение мой патриотизм, потому что я сказал, что дети должны научиться читать и иметь возможность получить лучшую работу… Я проживаю на родине национальной гвардии, и я поддерживаю наши войска, но я не поддерживаю ни войну, ни политику в области образования, которые ограничивают возможности молодых женщин и мужчин лишь какой-то одной карьерой — военной или иной.
Кинг повторно высказался в свою защиту в интервью в «Ежедневных новостях» 8 мая, говоря:
Я не собираюсь извиняться за помощь, благодаря которой дети получают лучшее образование в школе, а значит, получают возможность выбирать. Те, кто не согласен со мной, могут остаться при своем мнении, потому что я не собираюсь им что-то доказывать.
На сайте Кинга указано, что он является сторонником Демократической партии. Во время президентских выборов 2008 года Кинг выразил свою поддержку кандидату от Демократической партии Бараку Обаме.
8 марта 2011 года Кинг выступил на митинге в Сарасоте, который был направлен против губернатора Рика Скотта, раскритиковав «Движение чаепития». В ноябре того же года Кинг пожертвовал 70 тыс. долларов, полученных от дохода трёх своих радиостанций в штате Мэн, чтобы помочь оплатить счета за отопление для нуждающихся семей в его родном городе Бангор, штат Мэн, в течение зимы. 30 апреля 2012 года Кинг опубликовал статью в The Daily Beast, призывая богатых американцев, включая самого себя, платить больше налогов, объясняя это «практической необходимостью и нравственным императивом, тем, что тот, кто получил больше, должен и отдавать больше».
Во время президентских выборов в США в 2016 году Кинг активно агитировал против Дональда Трампа в социальных сетях, даже рассматривал возможность переезда в Канаду в случае его победы.

Отреагировал на избрание Дональда Трампа президентом США, написав следующее в своих Twitter и Facebook:
Больше никаких рекомендаций книг, политики и прикольных фотографий собак. Я умолкаю.
Через две недели писатель возобновил свою активность.
В 2017 году был забанен в твиттере президентом США Дональдом Трампом (писатель довольно часто негативно высказывался о Трампе и проводимой им политике). В ответ Стивен Кинг «запретил» президенту смотреть фильм «Оно» и «Мистер Мерседес», со словами «Никаких тебе клоунов».
В июне 2019 года Кинг совместно с Робертом Де Ниро, Лоренсом Фишберном и другими знаменитостями снялся для новостного портала NowThis News в ролике, обвиняющем российские власти в нападении на американскую демократию, а Дональда Трампа в сговоре с Россией.
В 2022 году выступил с осуждением вторжения России на Украину, а также сообщил, что не будет продлевать книжные контракты с Россией. Впоследствии также поддерживал Украину. В июле 2022 года стал очередной жертвой пранкеров Вована и Лексуса. В процессе разговора пранкеры предложили Кингу написать выдуманный сценарий о жестокости русских на Украине. Он поддержал эту идею, сказав, что сделает всё, что возможно, и что главная цель сейчас — это чтобы весь мир следил за новостями с Украины. Также в процессе разговора писатель поддержал идею отмены русских писателей и заявил, что считает Зеленского «великим человеком» — наравне с националистом Степаном Бандерой. Позже, узнав, что это был розыгрыш, он отказался от своих слов касательно личности Бандеры, заявив, что это «настоящая чушь. Развод пранкеров. В этих словах нет правды».
Публично выступил против слияния издательств Penguin Random House и Simon & Schuster стоимостью в 2,2 миллиарда долларов из опасений за судьбу малых издательств. 2 августа 2022 года в качестве свидетеля правительства выступил на судебном процессе, где оспаривалась эта сделка. Хотя он и являлся многолетним автором Simon & Schuster, некоторые из его прежних собственных издателей были приобретены более крупными компаниями (Doubleday, Viking Press), сам он продолжал периодически публиковаться и в мелких и независимых издательствах.
Во время президентских выборов в США в 2024 году Кинг снова был одним из самых активных в интернете знаменитостей, активно агитировавших против Дональда Трампа в социальных сетях, комментируя практически все происходящее на выборах. Летом 2024 года, после провала Джо Байдена на дебатах с Трампом, Кинг был одним из тех, кто призывал его отказаться от участия в выборах.
В сентябре 2024 года Кинг говорил, что Трамп якобы отказался от стратегии завоевать большинство голосов на выборах.
Регулярно вступал в полемику с поддерживающим Трампа Илоном Маском.
В октябре 2024 года публично отменил цифровую подписку на газету The Washington Post после решения её владельца Джеффа Безоса за две недели до президентских выборов в США перестать публиковать редакционную позицию о поддержке одного из кандидатов.
В ноябре 2024 года, после победы Трампа, Кинг объявил, что покидает Твиттер (X), назвав платформу «слишком токсичной», через три месяца писатель возобновил свою активность.

19 мая 2025 в своем посте в X посочувствовал экс-президенту США Джо Байдену, у которого нашли рак простаты

## Личная жизнь
У Стивена с Табитой трое детей: Наоми, Джо и Оуэн, и четверо внуков.

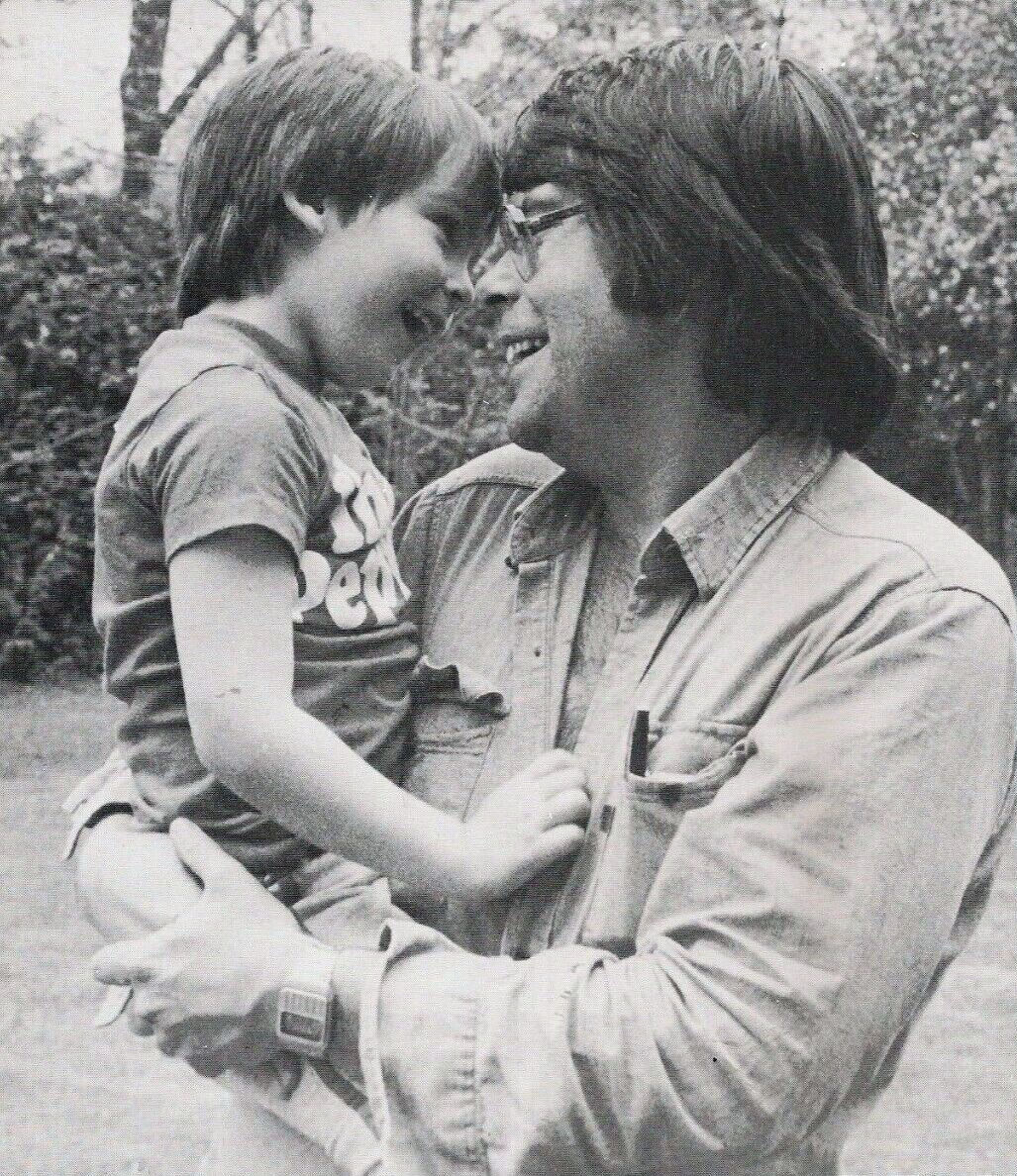
Стивен Кинг с сыном Оуэном в 1982 году

Кинг вместе со своей супругой владеют тремя домами, в Бангоре и в Ловелле, оба в штате Мэн, а зимой они регулярно посещают особняк на набережной, расположенный у Мексиканского залива, в Сарасоте, штат Флорида. 
В 1999 году в сатирической газете The Onion было опубликовано письмо, якобы от Кинга, который заявил, что не может вспомнить, как писал «Томминокеры» и несколько других романов, потому что «после 50-60-го романа все сливается». Хотя статья всего лишь иронизировала над его исключительной плодовитостью, «писучестью», тем не менее проблемы с алкогольной и наркотической зависимостью в 80-е были у Кинга столь серьёзны, что в 2000 году он признал в «On Writing»: «Я действительно не помню, как писал Томминокеров и многое другое, опубликованное в течение десятилетия». Вскоре после публикации романа члены его семьи и друзья устроили вмешательство, собрали доказательства его пристрастия, взятые из мусора, в том числе пивные банки, окурки, граммы кокаина, валиум, ксанакс и марихуану, и вывалили на ковре перед ним. Как пишет Кинг в своих мемуарах, «после этого я обратился к врачам, решил завязать совсем не только с наркотиками, но и с алкоголем», и с конца 1980-х годов он остаётся трезвым. Первым романом, который он написал после того, как бросил наркотики и алкоголь, был «Нужные вещи».
Табита Кинг опубликовала девять собственных романов. 
Оба сына писателя — публикующиеся авторы: Оуэн издал в 2005 году свой первый сборник рассказов «Мы все вместе: повести и рассказы». Джозеф Хиллстром Кинг, который пишет под профессиональным псевдонимом Джо Хилл, опубликовал в 2005 году сборник рассказов «Призраки XX века». Его дебютный роман, «Коробка в форме сердца», был опубликован в 2007 году и будет адаптирован для художественного фильма режиссёра Нила Джордана. 

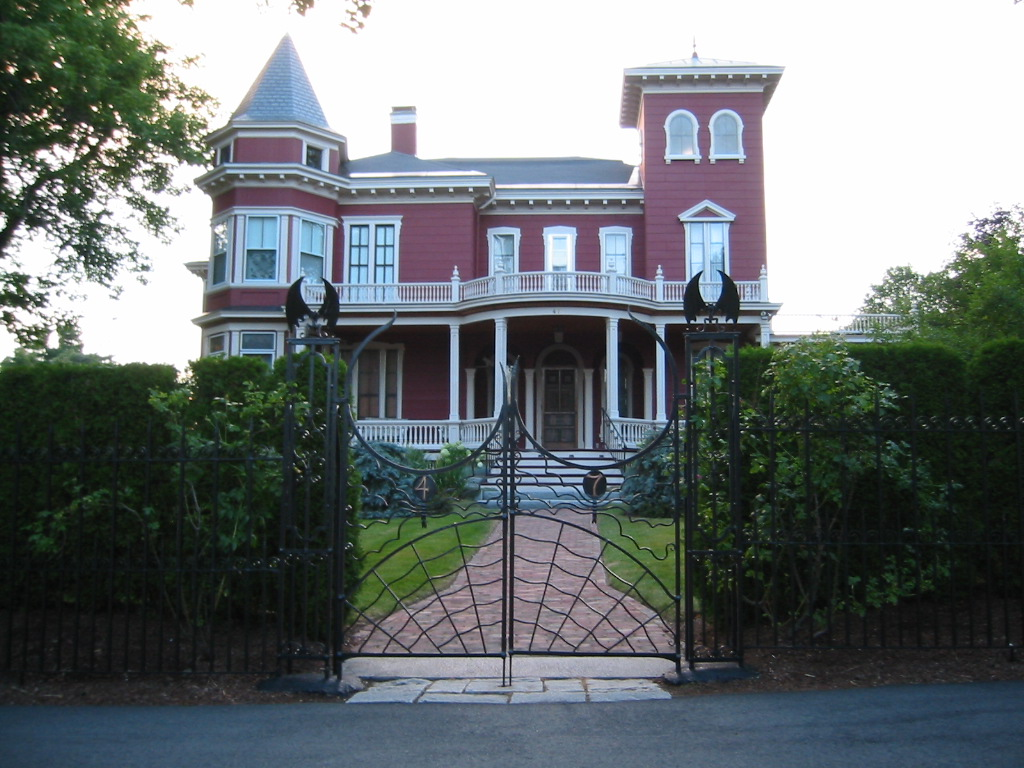
Дом Стивена Кинга в Бангоре

Дочь Кинга Наоми — служительница унитарианской универсалистской церкви в городе Плантейшен (Флорида) и состоит в браке с женщиной по имени Тандека, имеющей сан преподобной.
Кинг является поклонником бейсбола и команды «Бостон Ред Сокс», в частности, он часто посещает игры команды и иногда упоминает её в своих романах и рассказах. В 1992 году супруги Кинг спонсировали постройку стадиона «Мэнсфилд», а в 2002 году Стивен сделал первый «питч» на матче-открытии Международной сеньор-лиги по бейсболу. Он помогал тренировать команду своего сына Оуэна «Бангор Вест» в чемпионате младшей лиги Мэна в 1989 году. Он рассказывает о полученном опыте в «Нью-Йоркере» в эссе под названием «Вниз головой», которое также представлено в сборнике «Кошмары и фантазии».
В 2014 году Стивен Кинг принял участие в известном флешмобе «Ice Bucket Challenge», смысл которого заключается в обливании ледяной водой перед камерой и сборе благотворительных средств для больных боковым амиотрофическим склерозом.
Также Стивен Кинг увлекается музыкой. Он является вокалистом и гитаристом рок-группы Rock Bottom Remainders, исполняющей каверы на известные хиты различных групп.

## Награды

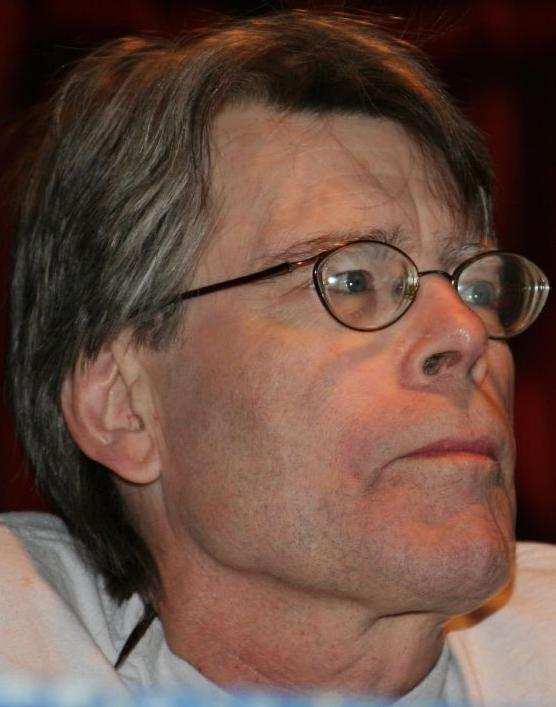
Стивен Кинг на комиконе в Нью-Йорке в 2007 году

За своё творчество Кинг 6 раз получал премию Брэма Стокера за лучший роман, 5 раз премию Августа Дерлета от Британского общества фэнтези и 4 раза Всемирную премию фэнтези. Его повесть «Промежуточная станция» была кандидатом на премию «Небьюла», а его рассказ «Человек в чёрном костюме» получил премию О. Генри. 
В 2003 году Национальный фонд книг наградил его медалью за выдающийся вклад в американскую литературу. 
Он также получал награды за вклад в литературу на протяжении всей карьеры, такие премии как «За вклад в мировое Фэнтези» (2004), был награждён Канадской ассоциацией книготорговцев (2007) и званием Великого Магистра от Американских писателей мистиков (2007). 
В 2014 году награждён Национальной медалью США в области искусств с формулировкой «за сочетание захватывающих историй с анализом человеческой натуры».
В 2015 году получил премию Эдгара Аллана По за роман «Мистер Мерседес».